# Sindromul Ganser
Sindromul Ganser este o tulburare disociativă caracterizată prin răspunsuri aiurea sau greșite la întrebări foarte simple. Se numește și pseudodemență.
O persoană care suferă de acest sindrom poate răspunde de exemplu la întrebarea "Ce culoare are soarele?" cu "Verde". Sau la întrebarea "Câte picioare are o pisică?" cu "Trei". Întrebarea a fost deci probabil înțeleasă, deoarece s-a răspuns în categoria corectă, dar, intenționat sau neintenționat, se răspunde greșit.
Majoritatea celor care suferă de acest sindrom (numit după Sigbert Ganser, care l-a caracterizat în 1898) sunt bărbați tineri sau de vârstă medie.
Cei afectați sunt considerați de cei dimprejur ca fiind "nebuni" sau "proști", ceea ce duce la izolarea lor socială.  
Cauzele tulburării nu sunt încă bine cunoscute.
Tratamentul se face prin terapie comportamentală.